# Мирослав Радојчић
Мирослав Миро Радојчић (Сарајево, 24. август 1920 — Београд, 14. јануар 2000) био је српски и југословенски новинар, најпознатији као први и дугогогодишњи дописник Политике од 1945. године из Њујорка и Лондона.
Рођен је 1920. године у Сарајеву, где је завршио Прву мушку гимназију, као најуспешнији ђак. На прагу Другог светског рата са породицом се доселио у Београд.
Једна од улица у Београду од 2020. године носи његово име.